# Julia, o la nueva Eloísa
Julia, o la nueva Eloísa (Julie ou la Nouvelle Héloïse) es una novela epistolar de Jean-Jacques Rousseau publicada en 1761. Originariamente titulada Cartas de dos amantes, Habitantes de una pequeña ciudad a los pies de los Alpes, La Nueva Eloísa se inspira en la historia de Eloísa y Pedro Abelardo, en la que la sublime entrega poco a poco sobrepasa la pasión amorosa.
A pesar del género novelesco con que se presenta, la obra está llena de una teoría filosófica con la que Rousseau explora los valores morales de la autonomía y la autenticidad para dar preferencia a la ética de esta contra los principios morales racionales: cumplir lo que la sociedad exige solo si es conforme a sus propios "principios secretos" y a los sentimientos que constituyen la identidad profunda.
Arthur Schopenhauer citó Julia, o la Nueva Eloísa como una de las cuatro mejores novelas jamás escritas, junto con Tristram Shandy, Wilhelm Meister y Don Quijote.

## Argumento
La Nueva Eloísa relata la pasión amorosa entre Julia d'Etanges, una joven noble, y su preceptor, Saint-Preux, un hombre de origen humilde. Después de haber intentado defenderse, este cae bajo los encantos de su joven alumna. Así, Saint-Preux y Julia se amarán dentro del idílico marco natural del lago Lemán pero al pertenecer a distintas capas sociales se ven obligados a guardar su relación en secreto. Esas mismas convenciones sociales que impiden que este amor pueda expresarse libremente hacen a Saint-Preux instalarse en París y Londres, desde donde escribirá a Julia.